# 스팀 머신 (하드웨어 플랫폼)

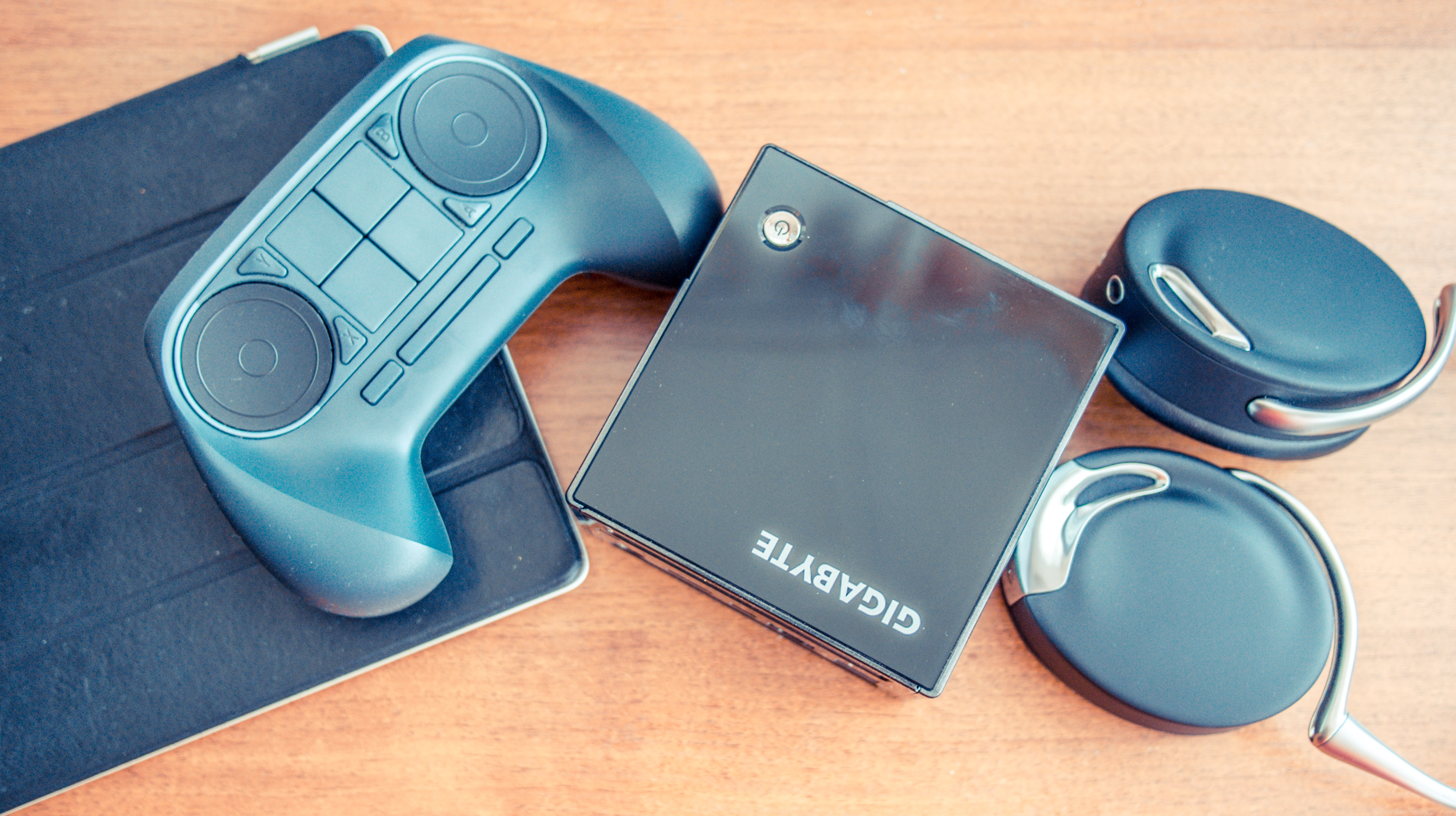
스팀 머신

스팀 머신(영어: Steam Machine)은 밸브 코퍼레이션이 운영하는 게임 플랫폼이다. 리눅스를 기반으로 개발된 게임 기용 운영 체제 스팀OS를 탑재하여 게임 배급 소프트웨어 스팀에 등록되어있는 많은 게임과 향후 배급 예정 게임을 플레이 할 수 있도록 개발이 진행되고있다. 스팀 머신은 컴퓨터처럼 사용자가 자신의 손으로 자유롭게 개조 및 업그레이드가 가능하며, 스팀OS 자체도 스팀 머신 뿐만 아니라 일반 컴퓨터에 무료로 설치가 가능해지고 있다. 밸브는 또한 스팀 컨트롤러라는 터치 패드를 갖춘 게임 컨트롤러를 개발하였다.